# Louis Bonjour
Pour les articles homonymes, voir Bonjour (homonymie).
Louis Bonjour, né le 8 février 1823 à Blonay et mort le 20 juin 1875 à Pully, est un avocat et une personnalité politique suisse.

## Biographie
De confession protestante, originaire de Blonay, Louis Bonjour est le fils de Pierre-François Bonjour, agriculteur, et de Françoise Marie Barrichet. Il épouse Louise Susanne Perret. Il obtient une licence en droit à Lausanne en 1847 et travaille comme avocat à Vevey de 1849 à 1866. Il est receveur du district de Vevey de 1873 à sa mort. Il est en outre membre de la loge maçonnique Espérance et Cordialité, appartenant à la Grande Loge suisse Alpina, et Abbé-président de la Confrérie des Vignerons de Vevey de 1864 à 1866.

### Carrière politique
Louis Bonjour, membre du Parti radical-démocratique, est député au Grand Conseil vaudois de 1851 à 1866 et en 1874 ; il en est le président en 1864. Il est Conseiller d'État dès 1866 ; il y dirige le département de justice et police jusqu'en 1873. Il est ensuite Conseiller aux États du 7 juillet 1873 à sa mort,,,.